# Plectorhinchus polytaenia
Plectorhinchus polytaenia es una especie de peces de la familia Haemulidae en el orden de los Perciformes.

## Morfología
• Los machos pueden llegar alcanzar los 50 cm de longitud total.

## Distribución geográfica
Se encuentra en la costa oeste de la India, y desde las Filipinas y Indonesia hasta Papúa Nueva Guinea y el norte de Australia. 